# 26 Pułk Piechoty Obrony Krajowej
26 Pułk Piechoty Obrony Krajowej (niem. 26. Landwehrinfanterieregiment Marburg lub 26 Landwehr Infanterie-Regimenter Marburg) – pułk piechoty cesarsko-królewskiej Obrony Krajowej. 
1 października 1901 został utworzony 26 Pułk Piechoty Obrony Krajowej Marburg. W skład pułku włączono 3. i 4. batalion 3 Pułku Piechoty Obrony Krajowej Graz. Trzeci batalion został sformowany.
Sztab pułku razem z I i III batalionem stacjonował w Mariborze (niem. Marburg), natomiast II batalion w Celje (niem. Cilli).
Pułk wchodził w skład 43 Brygady Piechoty Obrony Krajowej w Grazu należącej do 22 Dywizji Piechoty Obrony Krajowej.
Okręg uzupełnień Maribor i Celje na terytorium 3 Korpusu.
Kolory pułkowe: trawiasty (grasgrün), guziki srebrne z numerem pułku „26”. W lipcu 1914 roku skład narodowościowy pułku: 77% – Niemcy.
W czasie I wojny światowej pułk walczył z Rosjanami w Galicji, między innymi w okolicach Grybowa i Gorlic. Żołnierze pułku są pochowani m.in. na cmentarzach wojennych nr: 27 w Bączalu, 68 i 78 w Ropicy Ruskiej oraz 75 w Szymbarku.
11 kwietnia 1917 oddział został przemianowany na Pułk Strzelców Nr 26 (niem. Schützenregiment Nr 26).

## Komendanci pułku
- płk Heinrich Tschurtschenthaler von Helmheim (1903–1906)
- płk Klemens Nottes (1907–1910)
- płk Wenzel Schönauer (1911–1914[1])